# 鲁塔纳帕克·乌通
鲁塔纳帕克·乌通（2000年4月12日—），泰國男子羽毛球運動員。2018年1月4日，世界青少年排名，高居男单第五。

## 簡歷
2017年，鲁塔纳帕克·乌通出战白夜青年羽毛球国际赛，在男单决赛以2比0（21-13、21-18）战胜了东道主的Mikhail Lavrikov，夺得了首个青年国际赛男单冠军；而与搭档的查斯妮·戈内帕混双决赛以2比0（21-8、21-6）完胜东道主的乔治·卡尔波夫／阿纳斯塔西娅·库尔久科娃，再度加冕本届青年国际赛混双冠军。同年，他出战保加利亚青年羽毛球国际赛，在男单决赛以2比0（21-17、21-14）力克法国的阿諾·梅克爾，夺得了第二座青年国际赛男单冠军；而与搭档的查斯妮·戈内帕混双决赛以0比2（17-21、18-21）不敌法国的汤姆·吉凯尔／薇玛拉·埃里奥，赢得青年国际赛混双亚军。

## 主要比賽成績
只列出曾進入準決賽的國際賽事成績：
| 年份   | 賽事                           | 公開賽級別 | 項目     | 拍檔              | 成績   |
| ------ | ------------------------------ | ---------- | -------- | ----------------- | ------ |
| 2019年 | 緬甸羽毛球國際系列賽           | 國際系列賽 | 男子雙打 | 南塔卡恩·耶特派颂 | 亞軍   |
| 2022年 | 愛沙尼亞羽毛球國際賽           | 國際系列賽 | 男子雙打 | Sirawit Sothon    | 冠軍   |
| 2022年 | 愛沙尼亞羽毛球國際賽           | 國際系列賽 | 混合雙打 | 查斯妮·戈内帕     | 亞軍   |
| 2022年 | 瑞典羽毛球公開賽               | 國際系列賽 | 男子雙打 | Sirawit Sothon    | 準決賽 |
| 2022年 | 瑞典羽毛球公開賽               | 國際系列賽 | 混合雙打 | 查斯妮·戈内帕     | 準決賽 |
| 2022年 | 意大利羽毛球國際賽             | 國際挑戰賽 | 混合雙打 | 查斯妮·戈内帕     | 亞軍   |
| 2022年 | 台北羽毛球公開賽               | 超級300賽  | 混合雙打 | 查斯妮·戈内帕     | 亞軍   |
| 2022年 | 馬哈拉施特拉邦羽毛球國際挑戰賽 | 國際挑戰賽 | 混合雙打 | 哲妮差·素哉帕巴叻 | 冠軍   |
| 2022年 | 埃及羽毛球國際賽               | 國際系列賽 | 混合雙打 | 哲妮差·素哉帕巴叻 | 亞軍   |
| 2022年 | 巴林羽毛球國際系列賽           | 國際系列賽 | 混合雙打 | 哲妮差·素哉帕巴叻 | 亞軍   |
| 2022年 | 巴林羽毛球國際挑戰賽           | 國際挑戰賽 | 混合雙打 | 哲妮差·素哉帕巴叻 | 冠軍   |
| 2023年 | 泰國羽毛球國際挑戰賽           | 國際挑戰賽 | 混合雙打 | 哲妮差·素哉帕巴叻 | 冠軍   |
| 2023年 | 東南亞運動會羽毛球比賽         | 其他       | 男子團體 | －                | 銅牌   |
| 2023年 | 馬爾代夫羽毛球國際挑戰賽       | 國際挑戰賽 | 混合雙打 | 哲妮差·素哉帕巴叻 | 準決賽 |
| 2023年 | 夏季世界大學運動會羽球比賽     | 其他       | 混合團體 | －                | 銅牌   |
| 2023年 | 越南羽毛球公開賽               | 超級100賽  | 混合雙打 | 哲妮差·素哉帕巴叻 | 亞軍   |
| 2023年 | 高雄羽球大師賽                 | 超級100賽  | 混合雙打 | 哲妮差·素哉帕巴叻 | 準決賽 |
| 2023年 | 印尼泗水羽毛球大師賽           | 超級100賽  | 混合雙打 | 哲妮差·素哉帕巴叻 | 亞軍   |
| 2024年 | 泰國羽毛球公開賽               | 超級500賽  | 混合雙打 | 哲妮差·素哉帕巴叻 | 準決賽 |
| 2024年 | 高雄羽毛球大師賽               | 超級100賽  | 混合雙打 | 哲妮差·素哉帕巴叻 | 冠軍   |
| 2025年 | 奧爾良羽毛球大師賽             | 超級300賽  | 混合雙打 | 哲妮差·素哉帕巴叻 | 準決賽 |
| 2025年 | 美國羽毛球公開賽               | 超級300賽  | 混合雙打 | 哲妮差·素哉帕巴叻 | 亞軍   |
| 2025年 | 加拿大羽球公開賽               | 超級300賽  | 混合雙打 | 哲妮差·素哉帕巴叻 | 冠軍   |

| 2018-2026年 | 總決賽 | 超級1000賽 | 超級750賽 | 超級500賽 | 超級300賽 | 超級100賽 | 國際挑戰賽 | 國際系列賽 | 未來系列賽 | 其他 |